# USS Shoup (DDG-86)
USS Shoup (DDG-86) — 36-й эскадренный миноносец из серии запланированных к 13 сентября 2002 г. 62 эсминцев УРО типа «Арли Бёрк», строительство которых было одобрено Конгрессом США. Корабль назван в честь Дэвида М. Шупа, 22-го коменданта корпуса морской пехоты США.